# Liparis gracilenta
Espèce
Synonymes
- Liparis gracilis Rolfe[1]

Liparis gracilenta Dandy est une espèce de plantes à fleurs de la famille des Orchidaceae (les orchidées) et du genre Liparis, endémique d'Afrique centrale.

## Description
C'est une herbe épiphyte terrestre de forêt submontagnarde.

## Distribution
Relativement rare, elle a été observée au Cameroun (parc national de Korup, Akom II), à Sao Tomé-et-Principe – à la fois sur l'île de São Tomé et sur celle de Principe – et au Gabon.